# Jose Corazon de Jesus
Jose Corazon de Jesus (ur. 22 listopada 1894, zm. 26 maja 1932) – filipiński poeta.

## Życiorys
Urodził się w manilskiej Santa Cruz. Był dzieckiem Vicenta de Jesus pochodzącego z prowincji Bulacan oraz wywodzącej się z Pampangi Susany Pangilinan. Ukończył Liceo de Manila w 1916. Podjął następnie studia prawnicze, które ukończył w 1920. Nie podjął niemniej pracy w palestrze, ze względu na prężnie się już wówczas rozwijającą karierę literacką. Odbierał także lekcje śpiewu od Enrico Renierego a także podjął studia w zakresie rysunku na University of the Philipines.
Wcześnie włączył się w życie literackie kraju, koncentrując się przy tym na twórczości w ojczystym języku tagalskim. Publikował z reguły używając pseudonimu Huseng Batute. Zadebiutował jako poeta wierszem Pangungulila w 1912. Szybko zdobył ogromną popularność. Wśród jego najbardziej cenionych kompozycji poetyckich wymienia się wiersze takie jak Ang Manok Kong Bulik (1919), Ang Pagbabalik (1924), Ang Pamana (1925), Pag-ibig (1926), Manggagawa (1929) czy Isang Punongkahoy (1932). Pisywał bądź tłumaczył także teksty piosenek. Uznaje się go często za autora słów pieśni patriotycznej Bayan Ko (1928). W istocie przetłumaczył jednak jedynie tę pieśń na język tagalski, z hiszpańskiego oryginału pióra generała i uczestnika rewolucji filipińskiej Jose Alejandrino. Umiejętnie wykorzystywał swój talent literacki do ataków na rządzących ówcześnie Filipinami Amerykanów. Tematykę społeczno-polityczną poruszał chociażby w pracach łączonych z poezją narracyjną, takich jak Sa Dakong Silangan (1928). Obecna była ona również w jego stałej poetyckiej rubryce prasowej na łamach Buhay Maynila, gdzie zresztą opublikował około czerech tysięcy wierszy.
W 1918 poślubił Asuncion Lacdan, doczekał się z nią troje dzieci. Dwukrotnie trafiał do więzienia za krytykę władz kolonialnych. Bez powodzenia próbował zaangażować się w życie polityczne. Porażki swe w tym zakresie wyjaśniał poetycką i twórczą szczerością, cechą zatem, która w polityce jest często nieprzydatna. Uważany był za mężczyznę przystojnego, obdarzonego równocześnie talentem oratorskim. Uznaje się go za króla balagtasanu. Jest to rodzima dla Filipin forma literacka, rodzaj debaty poetyckiej, która po raz pierwszy została zorganizowana, również z udziałem de Jesusa, w 1924.
Na trwale zapisał się w filipińskiej pamięci zbiorowej. By podkreślić jego rolę w krajowym panteonie literackim zestawia się go z Francisco Balagtasem, określanym jako książę poetów tagalskich. Uznaje się go za najważniejszą postać filipińskiej literatury okresu panowania amerykańskiego. Innych współczesnych mu twórców krytyka ocenia z reguły znacznie gorzej. Zmarł przedwcześnie. Procesja pogrzebowa poety była jedną z największych w historii Filipin.